# Духовен учител
Духовен учител е наименование за човек, който пряко или непряко възпитава, обучава и наставлява друг човек или група от хора в учението на някоя (обикновено религиозна или свързана с религията) система от знание, вярвания и ритуали.
Често терминът се употребява по отношение на личност (историческа или митологична), която е създател или епоним на дадено религиозно учение. В някои религиозни и културни системи съществува практика на установяване на духовно учителство с оглед на предаване на знание и религиозен опит от поколение на поколение. Така в някои шамански общности съществува практика на чиракуване при учител преди инициацията и посвещаване в шаманството , същото важи и за много Ведически секти, където „гуро“ обучава ученици. Духовният учител може да бъде и институционализиран, както е в Будисткия монастицизъм. Със секуларизацията на индустриалната епоха духовното учителство започва да се променя и да придобива нови и осъвременини форми и практики.
- Фигурни, които в съвремнния свят се смятат за основатели на религии, почитани от много хора като големи духовни учители – Иисус Христос (християнство), Буда – (будизъм), Мохамед – (ислям), Лао Дзъ – даоизъм.

Съществуват и духовни учители, които са по един или друг начин последователи на гореизброението, но основатели на различни течения като Мартин Лутер – стартирал простестанската реформация, Джоузеф Смит, основателят на мормонството, Уилям Милър, основател на баптизма, Джордж Фокс, основоположник на квакерите, Бодхидхарма – основателят на дзен, Лев Николаевич Толстой – основател на толстоизма, и други.
- В модерната епоха съществуат духовни учители, които създават нови учения с различна степен на оргиналност и заемки от други предимно езотерични религиозни системи. Сред някои от най-популярните са Елена Блаватска, Рудолф Щайнер, Петър Дънов, Гурджиев.
- Също така духовен учител може да бъде човек представляващ вече утвърдена религиозна система или някой, който не оставя систематизирани знания.

## Християнство
В християнството и най-вече при православната и католическата традиция терминът „духовен учител“ има три основни значения, възприети в българоезичната терминология.
- Каноничен – в този смисъл такива са Иисус, апостолите, Отците на Църквата и т.н.
- В ранното християнство духовен учител е възприемникът (кръстникът), който заедно с кръщението поема върху себе си отговорността да насочва новоприобщилия се към истините на вярата. В разговорния български език днес често се заменя с термините „духовен баща“ и „духовна майка“, в зависимост от пола на „възприемника“.
- В монашеската традиция духовен учител или наставник е т.нар. „старец“ – монах с по-голям опит, който въвежда своя послушник в тайните на монашеството. Също така това може да бъде утвърден монах, създал писмени правила за правилен духовен живот, например свети Йоан Лествичник[2].

Самото учителство е въведено от Новия завет. Като изключим епитета „учител“ за Иисус Христос, учителството, именно с оглед на духовната му страна, е насърчавано в най-ранната Църква (Рим. 12 гл.). Тук трябва да се отбележи, че в ранното християнство „учител“ се нарича една от службите (заедно със свещеник, пророк и др.), които имат водещо значение за църковния живот.

## Ислям
В Исляма има разнообразна категоризация на различните духовни учители – молла, шейх, улем, имам. Техните предписания са строго препоръчителни за последователите им, особено когато са представени под формата на т.нар. фатва. Обикновено това са чисто практически предписания за правилен духовен живот, но не често фатва бива използвана като категорична заповед за поведение. Например „фатвите“ на духовния водач на талибаните Молла Омар за убиването на американци и за разрушаването на статуите на Буда в Бамиян. Вън от тези крайности, присъстващи в различно историческо време при повечето религии, духовните учители на исляма се ограничават с конкретни религиозно-нравствени предписания.
Тъй като в исляма не съществува общ висш авторитет, по много от спорните въпроси се произнася Медресето в Кайро, което също има препоръчителен, а не задължителен характер.

## Юдаизъм
В ортодоксалния юдаизъм духовният учител също има водеща роля. Още Библията (Ездра 1:12) и Мишна говорят, че духовни учители са пророците и съдиите, както и някои от царете израилеви. В днешно време за израилтяните духовен учител е равинът, който наставлява вярващите в правилата на юдейската религия – съблюдаване на кашер, календарни празници, тълкуване на свещените текстове.

## Индуизъм
В индуизма институтът на духовния учител – гуру е строго утвърден. Гуру предава всички важни знания на своя адепт, а и коментира „външните“ знания, които той е получил. Същевременно в исторически план, поради своя политеистичен характер, индуизмът признава религиозните, социални и политически водачи, несвързани с индуизма, за „духовни учители“ („гуру“), например Иисус Христос, Мохамед, Майка Тереза и др.

## Будизъм

### ХинаянаиМахаяна
В ортодоксалното крило на будизма основен авторитет е Буда и палийският канон Трипитака. Въпреки това личностите, които са напреднали в религиозно отношение, биват удостоявани с почетната титла „учители“.

### Чан/Дзен будизъм
Понятието за духовен учител в чан-бузизма (на японски дзен) е твърде широко и по-скоро може да се отнесе към учителството като цяло – преподава калиграфия, математика и т.н. Въпреки това, особено в монашеските практики, то придобива смисъла на духовен наставник. Трябва да се отчете, че в случая волята на духовния наставник е определяща, като в същото време той (по религиозно предписание), не е длъжен да настоява ученикът да бъде съгласен с мнението му.

### Тибетски будизъм
В тибетския будизъм учителите „ринпоче“ биват смятани за въплъщение на определени аспекти на Буда, например Далай лама е въплътилият се Авалокитешвара. Затова и препоръките на ринпоче се възприемат като религиозен, нравствен и политически закон.

## Съвременни интерпретации
Със развитието на индустиралната епоха и появата на информация за увеличаващ се брой духовни учители, зачестяват и противоречията
около автентичността и критериите, по които духовните учители и техните учения могат да бъдат оценявани. Така някои провъзгласявани и/или провъзгласили се за съвременни духовни учители биват обвинявани в измама и лицемерие. Типични случаи са Кришнамурти, чието провъзгласяване за месия (самият той отказва) предизвиква разкол в теософското общество  и Махариши Махеш Йоги, под чието ръководство Бийтълс изучават измислената от него трансцендентална медитация, но след това сатирично иронизират в песни като „Sexy Sadie“. Други личности от по-съвременната история, които предизвикват големи, често политизирани полемики са фигури като Алистър Кроули, Тимъти Лиъри, Карлос Кастанеда. С налагането на по-секуларни институции и свобода на словото обаче, много от така наречените „големи“ духовни учители като например Христос, Мойсей, Буда и Мохамед все по-често биват атакувани и се превръщат в тема на разгорещени спорове и противоречия.

### Теософия
Въпреки че теософията е опит за синтез между източната и западната религиозно-мистична традиция, понятието „духовен учител“ е подложено на по-особено тълкуване. Ако при другите религиозни или мистични системи духовният учител е действителна личност, която води последователя си към висше знание, в ортодоксалната теософия понятието е твърде силно свързано с личността на неговата основателка Елана Блаватска. Нейни учители са Мория, Кут Хуми, Джул Кул, с които обаче тя няма пряка, а само мистична връзка. Поради тази причина в теософските среди тълкуването е двояко – духовни учители биват наричани водачите, които помагат при усвояването на теософските истини, но истинските духовни учители живеят в т.нар. страна „Агарта“ и контактът с тях не е непосредствен в общото разбиране. 

### Други
В наши дни терминът често бива използван от последовотели на различни секти, възникнали основно на базата на проникването на източните религии в Запада, както и на западните – в Изтока (напр. „Обществото за Кришна-съзнание“, сектата на Муун, сциентологията на Л. Рон Хабърд и др.). Като цяло при тях „духовният учител“ е лице, което трябва да напътства новоповярвалия в тайните на учението, като в същото време това не се прави безкористно – изисква се купуването на специална „благочестива“ храна, плащането на редовни вноски в бюджета на религиозното формирование и т.н. Често се проповядват правила за живот, които могат да навредят на човешкото здраве – например отказване от кръвопреливане, както и асоциални действия – отказ от формално образование.
- Тук трябва да се отбележи, че при много традиционни конфесии (християнство, ислям, юдаизъм) съществуват течения, при които духовният учител изисква съблюдаване на правила, противоречащи на съвременния начин на живот – отказ от телевизия, Интернет, музика, кино, книги и т.н. Традиционните религии и конфесии отричат тези постулати.

## Религиозно-политически лидери
Историята е оставила необичаен пример за една от националните героини на Франция, младата Жана д'Арк, наречена още Орлеанската дева, която става духовен учител и водач на френската армия през Средновековието. Според легендата тя носи светлината на Христос и на 17 години намира цел и смисъл на живота си и работи предано за освобождаването на потиснатата ѝ страна.
Махатма Ганди е считан за духовен учител и политически лидер. Той твърдо вярва във философията на ненасилието (ахинса) и чрез личния си пример води цяла Индия по пътя към независимостта. Той има много последователи и е въздействал на милиони хора по света.
Друг пример за духовен учител и духовен водач от близкото минало на САЩ е преподобният д-р Мартин Лутър Кинг младши, баптистки пастор и борец за граждански права. Подобно на Махатма Ганди, той поддържа идеите за ненасилие и организира няколко мирни похода с което оставя трайни следи в съзнанието на милиони хора.

## Преносно значение
В съвременния български език терминът „духовен учител“ често се употребява като синоним на „вдъхновител“, независимо от контекста. Например характеризирането на Маркс, Хайдн и Смирненски като духовни учители съответно на Ленин, Бетовен и Вапцаров се възприема неутрално, без посочените по-горе отсенки.